# Мікрорайон Східний (Житомир)
Мікрорайон «Східний» — місцевість, житловий масив у місті Житомир.

## Історія

### Походження назви
Назва мікрорайону «Східний» обумовлена його розташуванням на східній околиці міста Житомира. Паралельно місцевим населенням вживається народний топонім Польова. Також, місцеві можуть поділяти мікрорайон на нижню та верхню Польові.

### У складі Російської імперії
За часів російської імперії, наприкінці XIX століття, на околиці Житомира розташовувався військовий табір, до якого вела вулиця Табірна. 

### У складі УРСР
За радянських часів на цих землях розбито дослідні поля сільськогосподарського інституту та заводу лікарських трав. Через що вулиця отримала назву — Польова.
Основна забудова місцевості припадає на 1960—1980 роки. Мікрорайон розташований в межах сучасних вулиць Корольова, Космонавтів, Селецької та вздовж річки Мала Путятинка.
У 1973 році вулиця Польова перейменована на честь героя Радянського Союзу та Югославії, командира військ авіаційної дивізії, Андрія Вітрука.    
У 1981 році до мікрорайону прокладена тролейбусна лінія.     
У 1982 році майдан Східного мікрорайону отримав назву майдан імені 60-річчя СРСР.      
Наприкінці 1980-х років на майдані побудована будівля кінотеатру «Космос». У 1987 році на фасаді створено просторову мозаїчну композицію «Сузір’я космосу» за ескізом Олександра Володимировича Костюка. Тоді ж створено фонтан «Космонавт» Олександра Вітрика у стилі пізнього модернізму.        

### У Незалежній Україні
У 1993 році майдан імені 60-річчя СРСР перейменовано в майдан Польовий. 
У 2019 році на майдані розпочались роботи з реставрації фонтану «Космонавт» та прилеглого до нього скверу.